# Mughal-e-Azam
Mughal-e-Azam (Devanagari: मुग़ल-ए आज़म, urdu: مغلِ اعظم, español: El más grande de los mogoles) es una película de la India. Está producida, dirigida y escrita por K. Asif con las actuaciones de Madhubala, Prithviraj Kapoor y Dilip Kumar. El rodaje duró nueve años, con un coste de $2.000.000. Mughal-e-Azam, batió récords de taquilla en la India con $11.500.000 de recaudación ($308.000.000 ajustándolo a la inflación).

## Argumento
Salim, príncipe heredero del Imperio mogol, se enamora de Anarkali, una bailarina de la corte imperial. Se enfrenta a la oposición de su padre, el emperador Akbar, por su rebelión contra él Salim es condenado a muerte. Después de pedir por su vida, Anarkali es condenada a ser emparedada viva en vez del príncipe pero sale de la cárcel en secreto. 

## Reparto
- Prithviraj Kapoor - Akbar
- Dilip Kumar - Salim
- Madhubala - Anarkali
- Durga Khote - Jodha Bai
- Nigar Sultana - Bahar
- Ajit - Durjan Singh
- M. Kumar - Escultor Sangtaraash
- Murad - Raja Mann Singh
- Jilloo Bai - Madre de Anarkali
- Jalal Agha - Salim de niño

## Música
| Canción                    | Cantantes                       |
| -------------------------- | ------------------------------- |
| Pyar Kiya To Darna Kya     | Lata Mangeshkar                 |
| Bekas Pe Karam Keejeye     | Lata Mangeshkar                 |
| Khuda Nigehbaan            | Lata Mangeshkar                 |
| Mohabbat Ki Jhooti         | Lata Mangeshkar                 |
| Mohe Panghat Pe            | Lata Mangeshkar                 |
| Teri Mehfil Mein           | Lata Mangeshkar, Shamshad Begum |
| Prem Jogan Ban Ke          | Ustad Bade Ghulam Ali Khan      |
| Shubh Din Aayo Raj Dulara  | Ustad Bade Ghulam Ali Khan      |
| Ae Mohabbat Zindabad       | Mohammed Rafi                   |
| Humen Kash Tumse Mohabbat  | Lata Mangeshkar                 |
| Ae Ishq Yeh Sab Duniyawale | Lata Mangeshkar                 |
| Ye Dil Ki Lagi             | Lata Mangeshkar                 |

## Premios
- 1960: Premio Filmfare a la Mejor Película: K. Asif
- 1960: Premio Filmfare a la Mejor Fotografía: R.D. Mathur[4]
- 1960: Premio Filmfare al Mejor Diálogo: Amanullah Khan, Kamal Amrohi, Wajahat Mirza, Ehsan Rizvi

Sultan-E-Azam